# Lazenca - A Space Rock Opera
《Lazenca - A Space Rock Opera》는 대한민국의 록 밴드 N.EX.T의 네 번째 정규 앨범이자 1997년 당시 TV 채널 투니버스에서 제작, 방송된 애니메이션 《영혼기병 라젠카》의 사운드트랙이다.

## 앨범
4집은 넥스트 사상 최대의 앨범 제작 비용이 투입되었고, 합창단과 오케스트라가 동원되어 서울과 런던을 오가며 작업이 이루어졌다. 신해철은 당시 '태동기에 있는 우리 만화영화가 국제 경쟁력을 갖는 데 조금이나마 힘을 보태기 위한 작업'이라고 밝혔다.
수록곡 중 〈Mars, The Bringer Of War〉는 영국의 작곡가 구스타브 홀스트가 작곡한 행성 모음곡 중 첫 번째 악장을 사용했다. 《영혼기병 라젠카》방영 당시 오프닝 곡으로 〈Lazenca, Save us〉또는 〈해에게서 소년에게〉가, 엔딩 곡으로는 〈먼 훗날 언젠가〉가 사용되었다. 이 음반의 초판에는 가사가 적힌 부클릿과 스티커가 동봉되어 있지만, 재발매판에서는 가사지와 스티커가 빠진 채 발매되었다.

### 넥스트의 해체, 향후 활동
1997년 11월 7일, 63빌딩에서 가진 새 앨범 발표기자회견에서 멤버들은 ‘한국에서는 더 이상 올라갈 곳이 없다’, ‘텔레비전에 의존하지 않고 자기 음악을 탐구하는 뮤지션들이 전멸한 상황에서 차라리 ‘빙하기의 공룡’인 넥스트가 없어지는 게 한국 록음악이 바닥부터 냉정하게 재출발하는 계기가 될 것’이라는 말과 함께 넥스트 해체를 발표하게 된다. 훗날 신해철은 “빙하기의 공룡 신세로 음악적 지향이 같은 동료 밴드 하나없이 내부적으로만 답을 구하려다 보니 깨질 수밖에 없었다”라며 당시를 이야기하기도 했다.
밴드가 해체한 후 신해철은 영국으로 유학을 떠났고, 이 앨범을 함께 작업하기도 했던 크리스 샹그리디와 함께 두 장의 솔로 앨범을 작업하게 된다. 나머지 멤버들은  패닉 출신의 김진표와 함께 노바소닉을 결성하여 국내에서 계속 활동을 하였다.
이후, 넥스트는 2003년에 재결성되었으며 《ReGame?》앨범을 제작하고 활동하던 2006년과 2007년 1월까지 신해철, 데빈, 새 멤버 지현수와 김세황, 김영석, 이수용도 다시 합류하여 6인조 팀으로 활동하기도 했다.

### 특징
이 앨범에 수록된 곡 〈Lazenca, save Us〉는 오승환이 삼성 라이온즈에서 활동하면서 등판할 때 자주 쓰였다.

## 곡 목록
| #             | 제목                                  | 작사          | 작곡            | 편곡          | 재생 시간 |
| ------------- | ------------------------------------- | ------------- | --------------- | ------------- | --------- |
| 1.            | Mars, the Bringer of War (행성 1악장) |               | 구스타브 홀스트 | Crom, 김세황  | 7:25      |
| 2.            | Lazenca, Save Us                      | 신해철        | 신해철          | 신해철        | 5:08      |
| 3.            | The Power                             | 신해철        | 신해철          | 신해철        | 5:02      |
| 4.            | 먼 훗날 언젠가 (Original Ver.)        | 신해철        | 신해철          | 신해철        | 4:07      |
| 5.            | 해에게서 소년에게                     | 신해철        | 신해철          | 신해철        | 5:03      |
| 6.            | A Poem of Stars (별의 시)             | 신해철        | 신해철          | 신해철        | 6:12      |
| 7.            | 먼 훗날 언젠가 (Evening Star Ver.)    |               | 신해철          | 신해철        | 3:02      |
| 8.            | The Hero                              | 신해철        | 신해철          | 신해철        | 6:29      |
| 총 재생 시간: | 총 재생 시간:                         | 총 재생 시간: | 총 재생 시간:   | 총 재생 시간: | 42:51     |

| 번호 | 곡명                               | 듣기   | 비고   |
| 1    | Mars, The Bringer Of War           | 유튜브 |        |
| 2    | Lazenca, Save us                   | 유튜브 | 오프닝 |
| 3    | The Power                          | 유튜브 |        |
| 4    | 먼 훗날 언젠가 (Original Version)  | 유튜브 | 엔딩   |
| 5    | 해에게서 소년에게                  | 유튜브 | 오프닝 |
| 6    | A Poem of Stars (별의 시)          | 유튜브 |        |
| 7    | 먼 훗날 언젠가 (Evening Star Ver.) | 유튜브 |        |
| 8    | The Hero                           | 유튜브 |        |
| ---- | ---------------------------------- | ------ | ------ |

## 참여
이 목록은 해당 앨범의 부클릿 〈staff〉목록에서 발췌하였다.
| 넥스트 - 신해철(Crom) - 프로듀서, 이그제큐티브 프로듀서, 보컬, 키보드, 바리톤, 현악 편곡, 합창 편곡 - 김세황 - 리드 기타(전기 기타)/리듬 기타, 어쿠스틱/steel 기타, 전자 시타르, 키보드(1) - 김영석 - 베이스 기타 - 이수용 - 드럼 세션 - 장기순 - 피아노 - 동현정 - 플루트 - 이주원 - 오보에 - Phill Todd - 색소폰 - Gavyn Wright - 1st 바이올린 - Perry Montague Mason, Dave Woodcock, Will Gibson, Peter Oxer, Vaughan Armon, Boguslav Kostecki, Maciej Rokowski, Dave Nolan, Patrick Kiernam, Jacky Shave, Mark Berrow, Miranda Fulleylove, Mike McMenamy - 2nd 바이올린 - Bob Smissen - 1st 비올라 - Peter Lale, Katie Wilknson, Nick Barr - 비올라 - Antony Pleeth - 1st 첼로 - Paul Kegg, Martin Loveday, Frank Schaefer - 첼로 - Chris Laurence - 1st 베이스 - Paul Cullington - 베이스 - Gary Kettel - 팀파니 - Joe Euna, 김은정, 안성민 - 소프라노 - 이봉길, 유경희 - 알토 - 김종건, 유승욱 - 테너 - 김훈 - 베이스 - 최무열 - 바리톤 - 김유성 - 건반 테크니션 - 김덕수 - 기타 테크니션 - 조병익 - 베이스 테크니션 - Graham De Wilde - 현악 편곡, 오케스트라 지휘 - 강석훈 - 합창 지휘 | 스탭 - 크리스 샹그리디(Chris Tsangarides) - 믹싱(Metropolis Studio, 런던) - Robert Cattemole - 보조 - 신상철(킹 스튜디오, 서울) - 녹음 - 박재권, 유용화 - 보조 - Matthew Howe - 추가 녹음(Metropolis Studio) - Ian Cooper - 마스터링 - 전시공 - 디자인 - 전상일 - 아트 디렉터, 디자인 - 정환 - 일러스트 - Annie Holloway(The Producers) - 코디네이션 - Isobel Griffiths(Studio 13) - 오케스트라 코디네이션 - Suka Millar(Big Bang) - 영국 매니지먼트 - 임빈(Big Bang) - 한국 매니지먼트 |